# Llinatge dels Pimentel

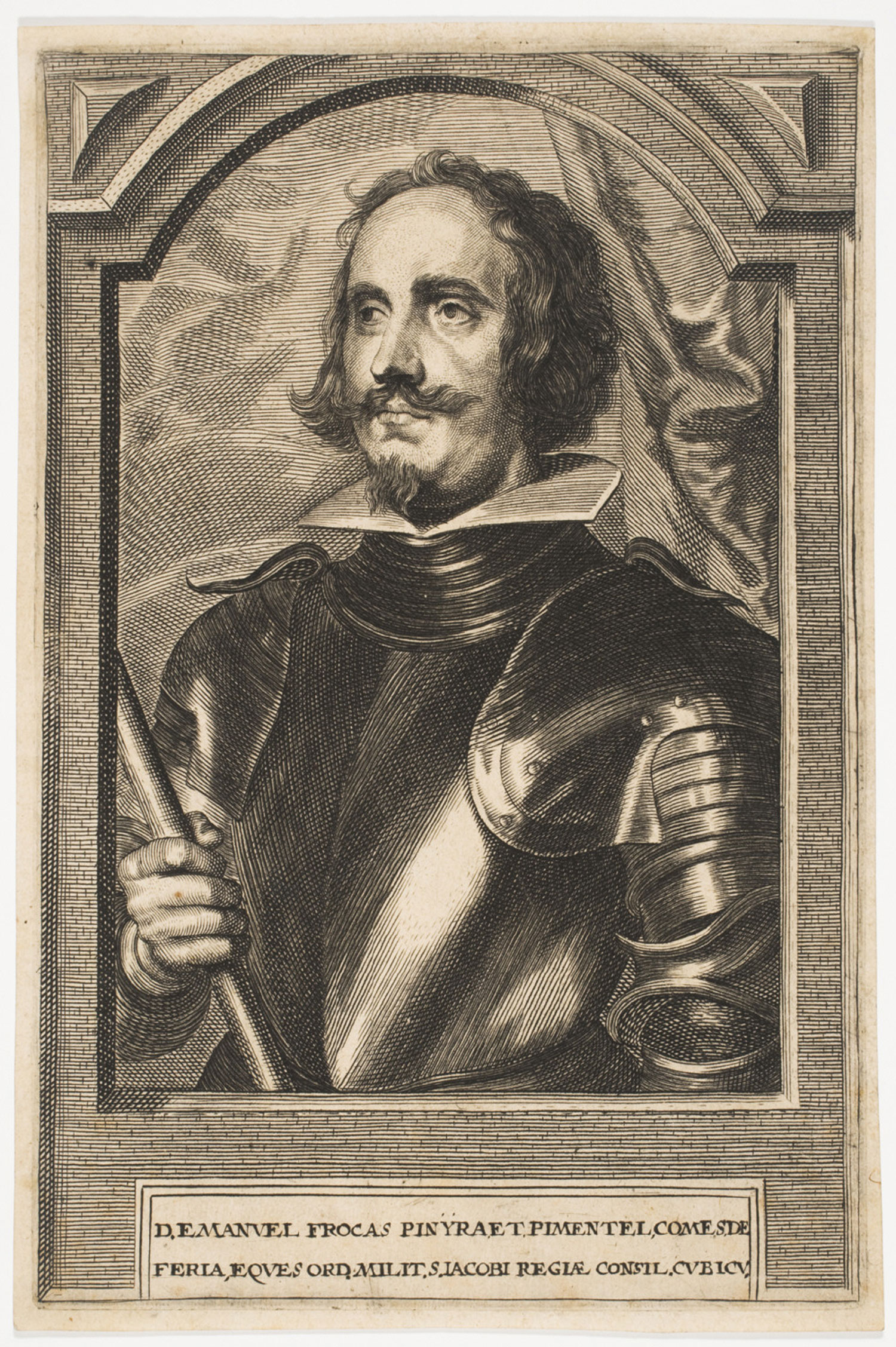
Retrat d'Antonio Pimentel-Prado (1659).

Els Pimentel són un llinatge nobiliari castellà d'origen gallec-portuguès.
El primer que va prendre el cognom Pimentel va ser Vasco Martínez de Novaes, noble del segle xiii descendent de la casa de Novaes, que havia pres aquest nom del castell homònim ubicat a Quiroga, a Galícia. Vasco va ser patge, conseller i privat del rei Alfons III de Portugal, i va esdevenir merino major del regne. Les enveges cortesanes van fer que caigués en desgràcia i perdés el favor reial. Llavors Vasco va passar a servir al rei de Castella Alfons X. Els seus descendents, tanmateix, van tornar a servir als reis de Portugal, i entre ells és d'esment Juan Alonso Pimentel, majordom major de Ferran I, a la mort del qual sense descendència masculina directa, es va mostrar desfavorable a Joan d'Avís i va passar a servir a Castella, pels seus mèrits, i a canvi de les seves senyories portugueses, va esdevenir primer comte de Benavente el 1398, el que va significar l'establiment definitiu dels Pimentel a Castella i, posteriorment, van anar augmentant els seus estats i senyories.